# Бутырины
Бутырины — деревня в Оричевском районе Кировской области в составе Лугоболотного сельского поселения.

## География
Находится на расстоянии примерно 12 километров по прямой на северо-восток от районного центра поселка Оричи к северу от границы поселка Стрижи.

## История
Известна с 1802 года, когда здесь (тогда починок Бутырской) учтено было 5 душ мужского пола. В 1873 году учтено дворов 5 и жителей 30, в 1926 17 и 83, в 1950 22 и 81 соответственно. В 1989 году оставалось 40 жителей.

## Население
Постоянное население  составляло 18 человека (русские 100%) в 2002 году, 20 в 2010.